# Código de região de DVD
Códigos de região de DVD são uma técnica de gestão de direitos digitais desenvolvida para permitir que os estúdios de cinema controlem mais facilmente os aspectos de um comunicado, incluindo o conteúdo, data de lançamento e preço, de acordo com a região. Discos de vídeo DVD podem ser codificados com um código de região que restringe a área do mundo em que eles podem ser reproduzidos.
A especificação do DVD player comercial requer que um player, para ser vendido em um determinado lugar, não reproduza discos codificados para uma região diferente. No entanto, players com região livre de DVD também estão disponíveis comercialmente. Há seis regiões oficiais diferentes e duas variações informais. Discos podem usar um único código, uma combinação de códigos (multirregião), a maioria dos códigos (Região 0) ou nenhum código (todas as regiões). Além disso, muitos players de DVD podem ser modificados para a "região livre", permitindo a reprodução de todos os discos.

## Códigos de Região e Países
| Código de região | Área |
| ---------------- | --- |
| 0                | Termo informal que significa "mundo". Região 0 não é uma definição oficial, os discos que levam o símbolo região 0 não têm bandeira ou região a definir.                                       |
| 1                | Estados Unidos (incluindo Porto Rico), Canadá e Bermudas. |
| 2                | Europa (exceto Rússia, Ucrânia e Bielorrússia), Oriente Médio (exceto Afeganistão), Egito, Cáucaso, Japão, África do Sul, Essuatíni, Lesoto, Territórios franceses ultramarinos, Groenlândia   |
| 3                | Sudeste da Ásia, Coreia do Sul, Taiwan, Hong Kong, Macau |
| 4                | México, América Central, Caribe, América do Sul, Austrália, Nova Zelândia, Oceania |
| 5                | Ucrânia, Bielorrússia, Rússia, África (exceto Egito, África do Sul, Essuatíni, Lesoto, Territórios franceses ultramarinos), Ásia Central e Sul da Ásia, Afeganistão, Mongólia, Coreia do Norte |
| 6                | República Popular da China, Hong Kong |
| 7                | Reservado para uso futuro (encontrada em uso na proteção de cópias de DVDs screener relacionados com a MPAA e "cópias de mídia" de pré-lançamentos na Ásia)                                    |
| 8                | Espaços internacionais, tais como aeronaves, cruzeiros, navios, etc. |
| Todas            | Discos de todas as regiões têm todas as oito bandeiras em conjunto, permitindo que o disco para ser reproduzido em qualquer localidade em qualquer player.                                     |

Qualquer combinação de regiões pode ser aplicada a um único disco. Por exemplo, um DVD designado Região 2/4 é adequado para reprodução na Europa, América Latina, Oceania e qualquer outra região da Região 2 ou Região 4. Os chamados discos de "Região 0" e "TODOS" devem ser reproduzidos em todo o mundo. O termo "Região 0" também descreve os reprodutores de DVD projetados ou modificados para incorporar as regiões 1–8, fornecendo compatibilidade com a maioria dos discos, independentemente da região. Esta solução aparente era popular nos primeiros dias do formato DVD, mas os estúdios responderam rapidamente ajustando os discos para se recusarem a tocar em tais máquinas, implementando um sistema conhecido como "Regional Coding Enhancement" (RCE).
Os DVDs vendidos nos Países Bálticos usam os códigos da região 2 e 5, tendo estado anteriormente na região 5 (devido à sua história como parte da União Soviética), mas a legislação do mercado único da União Europeia relativa à livre circulação de mercadorias causou uma mudança para a região 2. Europeia os DVDs da região 2 podem ser sub-codificados de "D1" a "D4". "D1" são os lançamentos apenas no Reino Unido; "D2" e "D3" não são vendidos no Reino Unido e na Irlanda; "D4" são distribuídos em toda a Europa. Os territórios ultramarinos do Reino Unido e da França (ambos na região 2) frequentemente têm outras regiões (4 ou 5, dependendo da situação geográfica) além de seus países de origem.
A maioria dos DVDs vendidos no México e no resto da América Latina possuem os códigos das regiões 1 e 4.
Egito, Eswatini, Lesoto e África do Sul estão na região 2 do DVD, enquanto todos os outros países africanos estão na região 5, mas todos os países africanos estão no mesmo código de região Blu-ray (região B).
A Coreia do Norte e a Coreia do Sul têm códigos de região de DVD diferentes (Coreia do Norte: região 5, Coreia do Sul: região 3), mas usam o mesmo código de região de Blu-ray (região A). Na China, são usados dois códigos de região de DVD: A China Continental usa a região 6, mas Hong Kong e Macau usam a região 3. Também há duas regiões de Blu-ray usadas: A China Continental usa a região C, mas Hong Kong e Macau usam a região A. A maioria dos DVDs na Índia combina os códigos da região 2, região 4 e região 5 ou são da região 0.

## Objetivos
Um dos objetivos da codificação de região é controlar as datas de lançamento. Uma prática de marketing de filmes ameaçada pelo advento do vídeo doméstico digital é lançar um filme nos cinemas, e depois para venda geral, mais tarde em alguns países do que em outros. Isso é comum em parte porque lançar um filme ao mesmo tempo em todo o mundo costumava ser proibitivamente caro. Por exemplo, uma cópia física de um filme para um cinema é cara e a maioria das cópias é necessária nas primeiras semanas após o lançamento, portanto, um lançamento distribuído permite a reutilização de algumas cópias em outras regiões. As fitas de vídeo eram inerentemente regionais, já que os formatos tinham que corresponder aos do sistema de codificação usado pelas estações de televisão daquela região específica, como NTSC e PAL, embora desde o início dos anos 1990 as máquinas PAL cada vez mais passassem a oferecer também reprodução em NTSC. Os DVDs são menos restritos nesse sentido, e a codificação regional permite que os estúdios de cinema controlem melhor as datas de lançamento globais dos DVDs.
Além disso, os direitos autorais de um título podem ser distribuídos por diferentes entidades em diferentes territórios. A codificação de região permite que os detentores de direitos autorais (tentem) impedir que um DVD de uma região da qual eles não possuem os direitos seja reproduzido em um DVD player dentro de sua região. A codificação de região também tenta dissuadir a importação de DVDs de uma região para outra.

## Críticas e preocupações
A aplicação dos códigos de região de DVD foi discutida como uma possível violação dos acordos de livre comércio da Organização Mundial do Comércio ou das leis de direito da concorrência. Na Austrália, a Comissão Australiana de Concorrência e Consumidores (ACCC, na sigla em inglês) advertiu que os fabricantes de aparelhos de DVD que aplicam a codificação por região podem violar a Lei de Concorrência e Consumidor de 2010. Sob a lei de direitos autorais da Nova Zelândia, os códigos de região do DVD e os mecanismos dos aparelhos de DVD para aplicá-los não possuem proteção legal. A prática também foi criticada pela Comissão Europeia que, em 14 de março de 2001, passou a investigar se a discriminação de preços daí resultante constitui uma violação do direito à livre concorrência.

As únicas entidades que parecem estar realmente se beneficiando da codificação de regiões de DVD são os estúdios de cinema, os comerciantes de leitores de DVD livre de codificação e decodificadores de DVD. O jornal estadunidense The Washington Post relatou como a codificação da região do DVD tem sido um grande inconveniente para os viajantes que desejam comprar DVDs legalmente no exterior e retornar com eles aos seus países de origem, estudantes de línguas estrangeiras, imigrantes que desejam assistir a filmes de seu país natal e entusiastas do cinema estrangeiro.